# Przełęcz Rydza-Śmigłego
Przełęcz Rydza-Śmigłego, Przełęcz Marszałka Rydza Śmigłego (694 m n.p.m.) – przełęcz w Beskidzie Wyspowym między Łopieniem (961 m) a Mogielicą (1171 m). Prowadzi przez nią droga asfaltowa z Jurkowa przez Chyszówki; do Słopnic. Na przełęczy murowana kapliczka. W okresie PRL-u ze względów politycznych zmieniono nazwę przełęczy na przełęcz Chyszówki. Od 1990 r. ponownie zaczęto używać nazwy Przełęcz Rydza-Śmigłego, dlatego obecnie w literaturze turystycznej można spotkać obie nazwy.
Na przełęczy znajduje się kamienny obelisk z 1938 r., oraz krzyż, postawione na pamiątkę walk Legionów Polskich (w 1914), dowodzonych przez Edwarda Rydza-Śmigłego (późniejszego marszałka Polski). Jest to tzw. Pomnik Spotkania Pokoleń. Przy odnowionym obelisku i krzyżu co roku, 11 listopada, w Narodowe Święto Niepodległości odbywa się w plenerze, o godz. 12 msza połączona z montażem słowno-muzycznym.
Rejon przełęczy jest słabo zabudowany, istniejące tu gospodarstwa oferują usługi agroturystyczne. Z rejonu przełęczy, który jest przeważnie niezalesiony, rozciągają się dobre widoki; w kierunku południowym i zachodnim na Gorce, Babią Górę, Ćwilin i Śnieżnicę, w kierunku wschodnim na Świerczek, Cichoń, Ostrą, Przełęcz Słopnicką. Z dużych połaci pól powyżej przełęczy widać też Pasmo Łososińskie, Kamionną. Po północnej stronie zbocza spod przełęczy stromo opadają do wąskiej i głębokiej kotliny Czarnej Rzeki, wciętej pomiędzy wzniesieniami Łopienia i Świerczka. Jest to tzw. Zaświercze, należące do Słopnic – miejsce atrakcyjne turystycznie.

## Szlaki turystyczne
pieszy przez Łopień do Dobrej (1 h 30 min)
 pieszy na Mogielicę przez Groń, Mocurkę, Wyśnikówkę (2 h 30 min)
 rowerowy z Jurkowa (4 km), przez przełęcz Rydza-Śmigłego, Łopień (2,5 km) do Dobrej.
 rowerowy do Półrzeczek przez Cyrlę (15 km).

## Przypisy

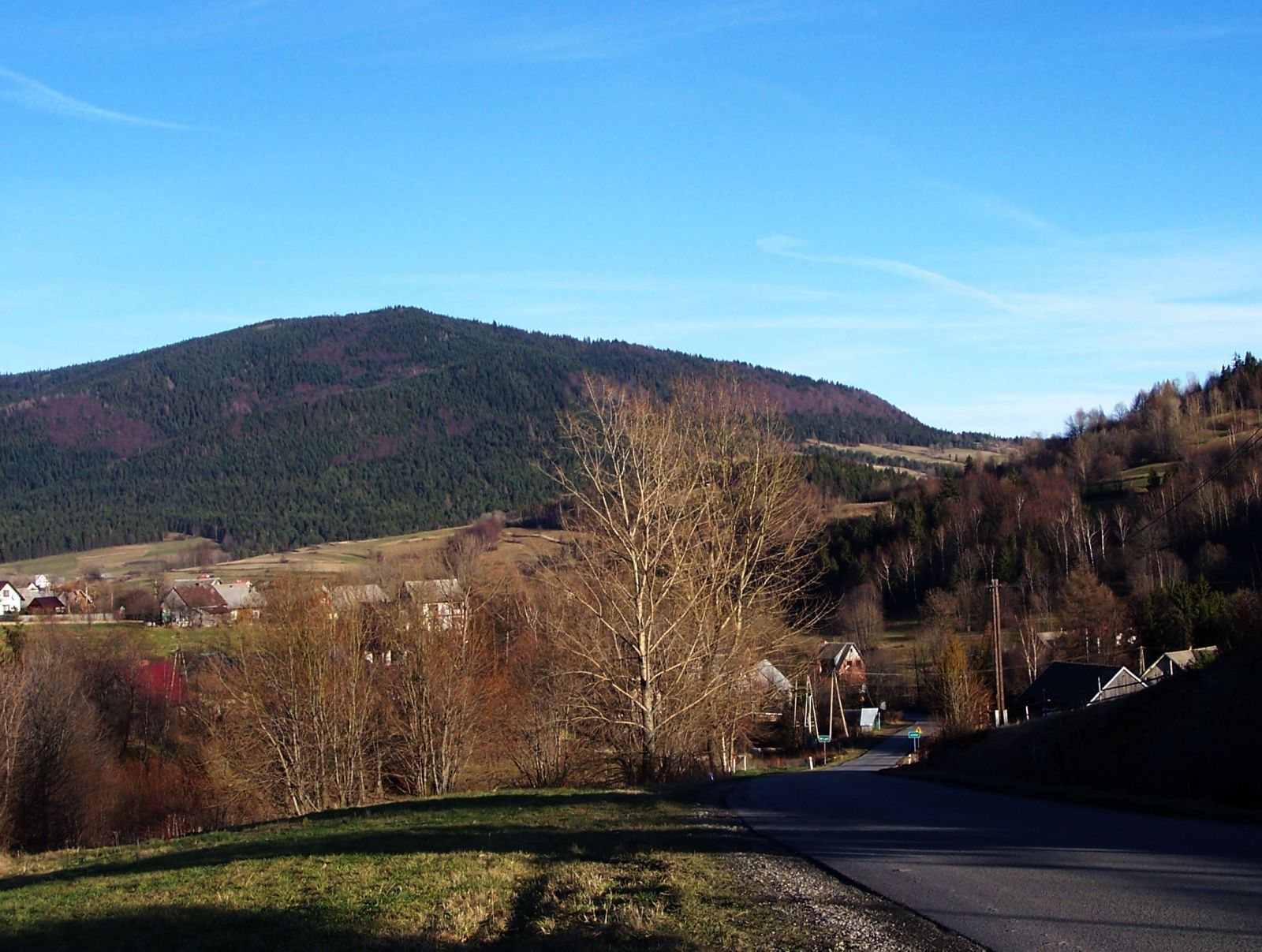
Łopień i przełęcz Rydza-Śmigłego (widok od południowej strony)
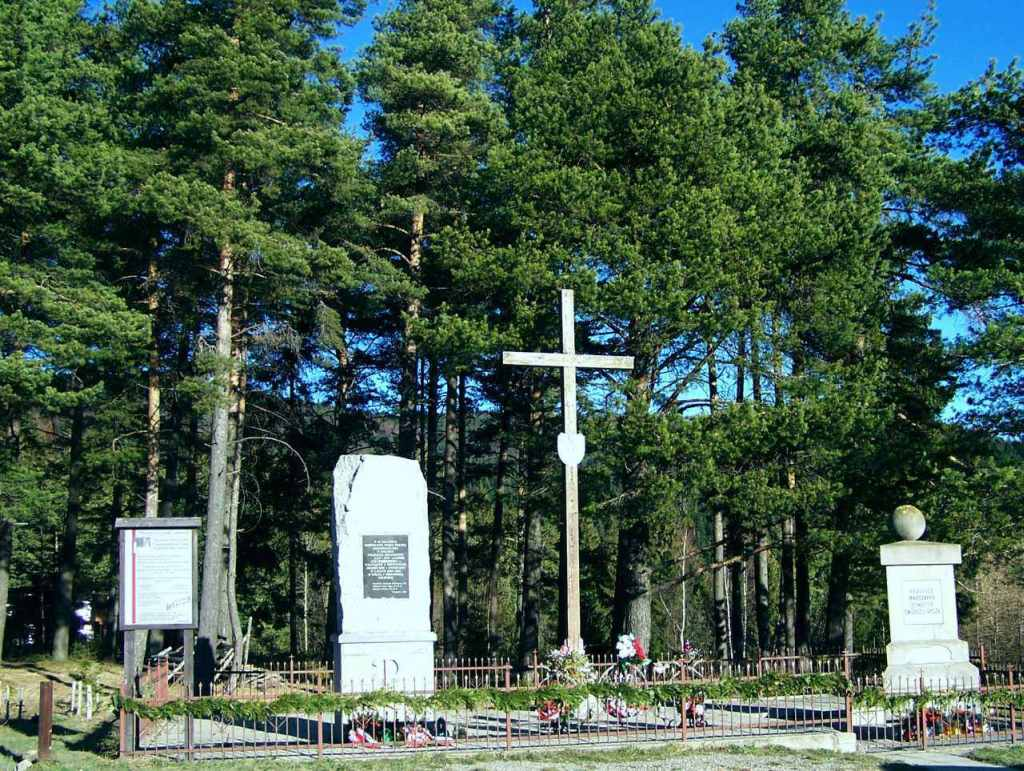
Pomnik Spotkania Pokoleń na przełęczy
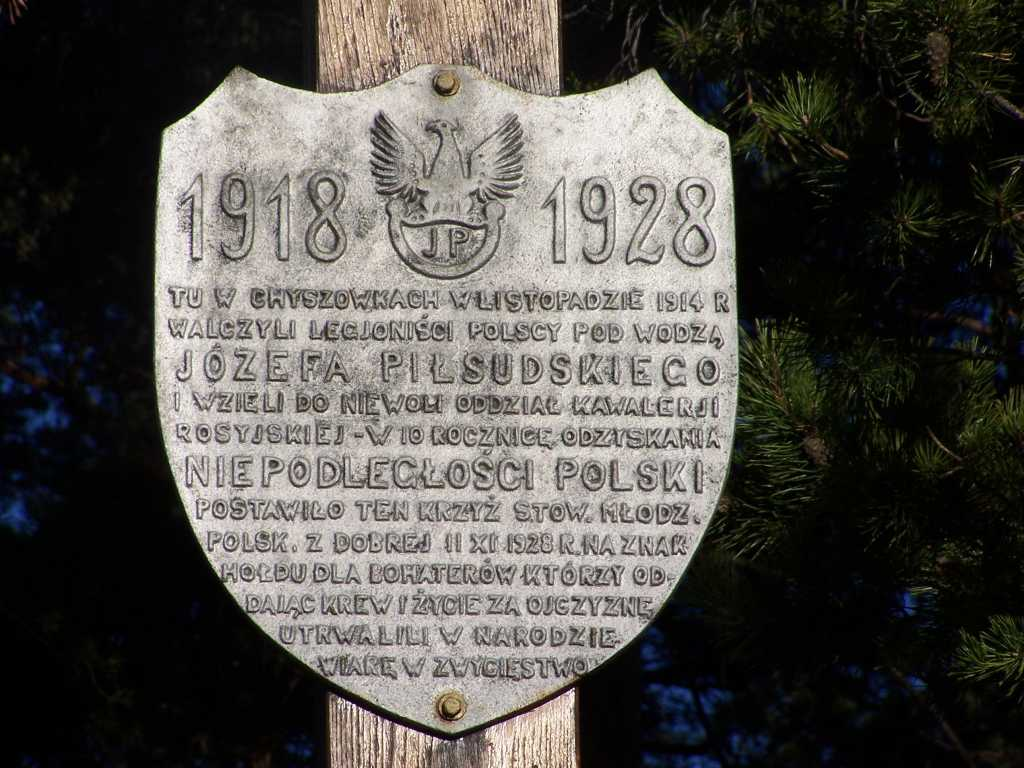
Krzyż Piłsudskiego
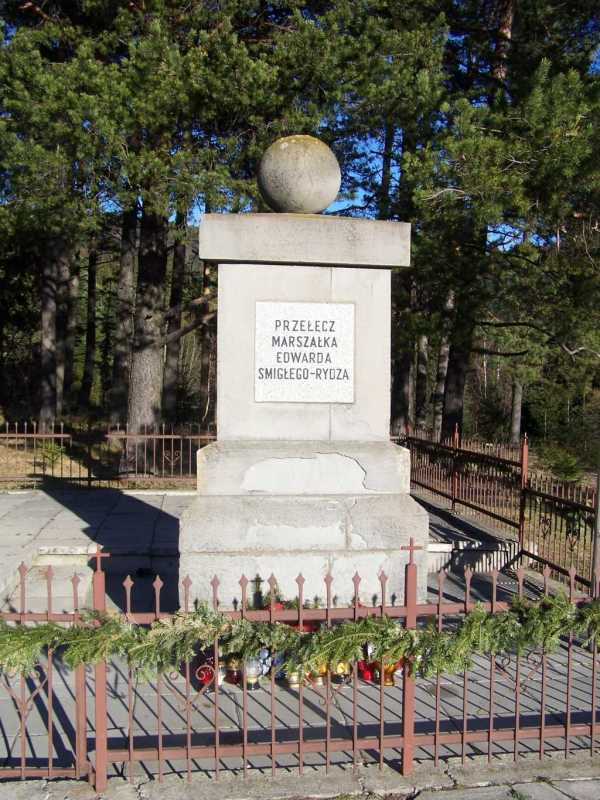
Pomnik Rydza-Śmigłego
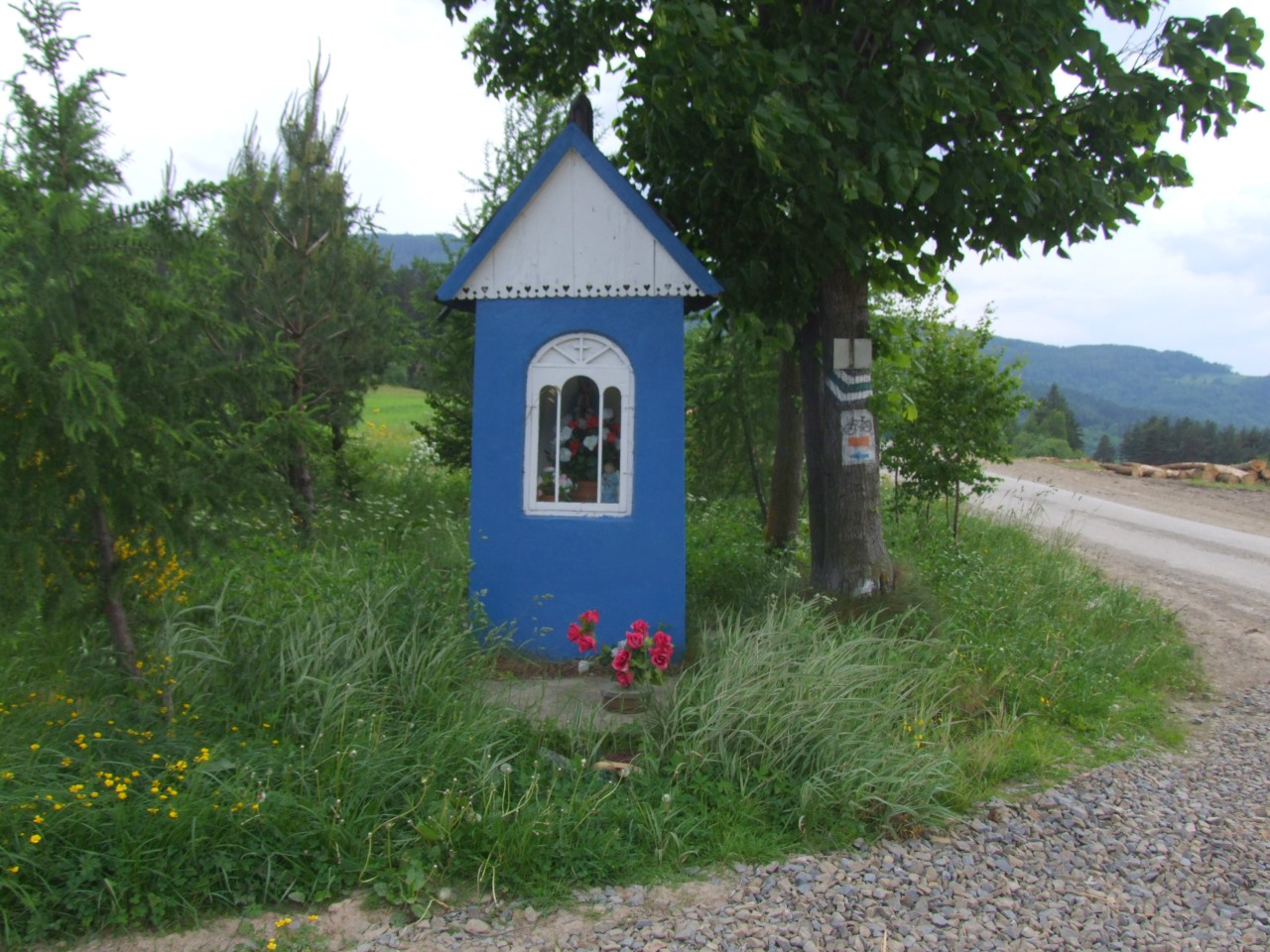
Kapliczka na przełęczy